# Hallerowo
Hallerowo – dzielnica miasta Władysławowo.
Miasto Władysławowo utworzyło jednostkę pomocniczą – dzielnicę Hallerowo (ku czci generała Józefa Hallera). Organem uchwałodawczym dzielnicy jest zebranie mieszkańców. Organem wykonawczym jest przewodniczący zarządu dzielnicy. Dodatkowo organem pomocniczym dla przewodniczącego jest zarząd dzielnicy, który łącznie z nim liczy od 4 do 7 członków. Przewodniczący i jego zarząd są wybierani przez wyborcze zebranie mieszkańców.
W 1994 r. jednostka obejmowała obszar miasta wyznaczony ulicami: Brzozowa, Dworcowa, Hryniewieckiego, Kolejowa, Ks. Merkleina, Morska, Obrońców Helu, Spokojna, Sportowa, Świerkowa, Wojsk Ochrony Pogranicza.